# Helmut Diehl
Helmut Diehl (* 24. September 1932 in Berlin; † 29. Januar 2017) war ein deutscher Maler und Grafiker.

## Leben und Werk
Diehl besuchte die Meisterschule für das Kunsthandwerk in Berlin-Charlottenburg und erlernte den Beruf des Lithografen. Von 1950 bis 1956 studierte er bei Arno Mohr, Bert Heller und Kurt Robbel an der Hochschule für bildende und angewandte Kunst Berlin-Weißensee. Anschließend arbeitet er als Mitglied des Verbands Bildender Künstler der DDR in Berlin als freischaffender Künstler. Zwischenzeitlich war er von 1961 bis 1963 Meisterschüler von Hans-Theo Richter an der Deutschen Akademie der Künste. Entsprechend der Aufforderung, dass die Künstler in die Betriebe gehen sollten, um die Arbeiter kennenzulernen und im Bild festzuhalten, hielt er sich im Rahmen der Aktion Berlin hilft dem Oderbruch mit Hanfried Schulz, Joachim Siegel und Gertrud Triebs (1917–1964) zur künstlerischen Arbeit in der Maschinen-Traktorenstation Golzow auf, und er wurde Mitglied der Brigade „Vietnam“ im VEB Elektrokohle Lichtenberg, mit der er 1968 die Auszeichnung Kollektiv der sozialistischen Arbeit erhielt. Er bearbeitete neben seiner freien künstlerischen Tätigkeit auch Aufträge für baugebundene Kunst. So gehört er, u. a. mit Herbert Sandberg, zu dem von René Graetz geleiteten Kollektiv, das Entwürfe für ein großes Keramik-Wandbild in der 1969 eröffneten Schwimmhalle Halle-Neustadt schuf. Um 1972 fertigte er für den Neubau einer großen Berliner Schule den Entwurf für eine farbige Keramikwand.

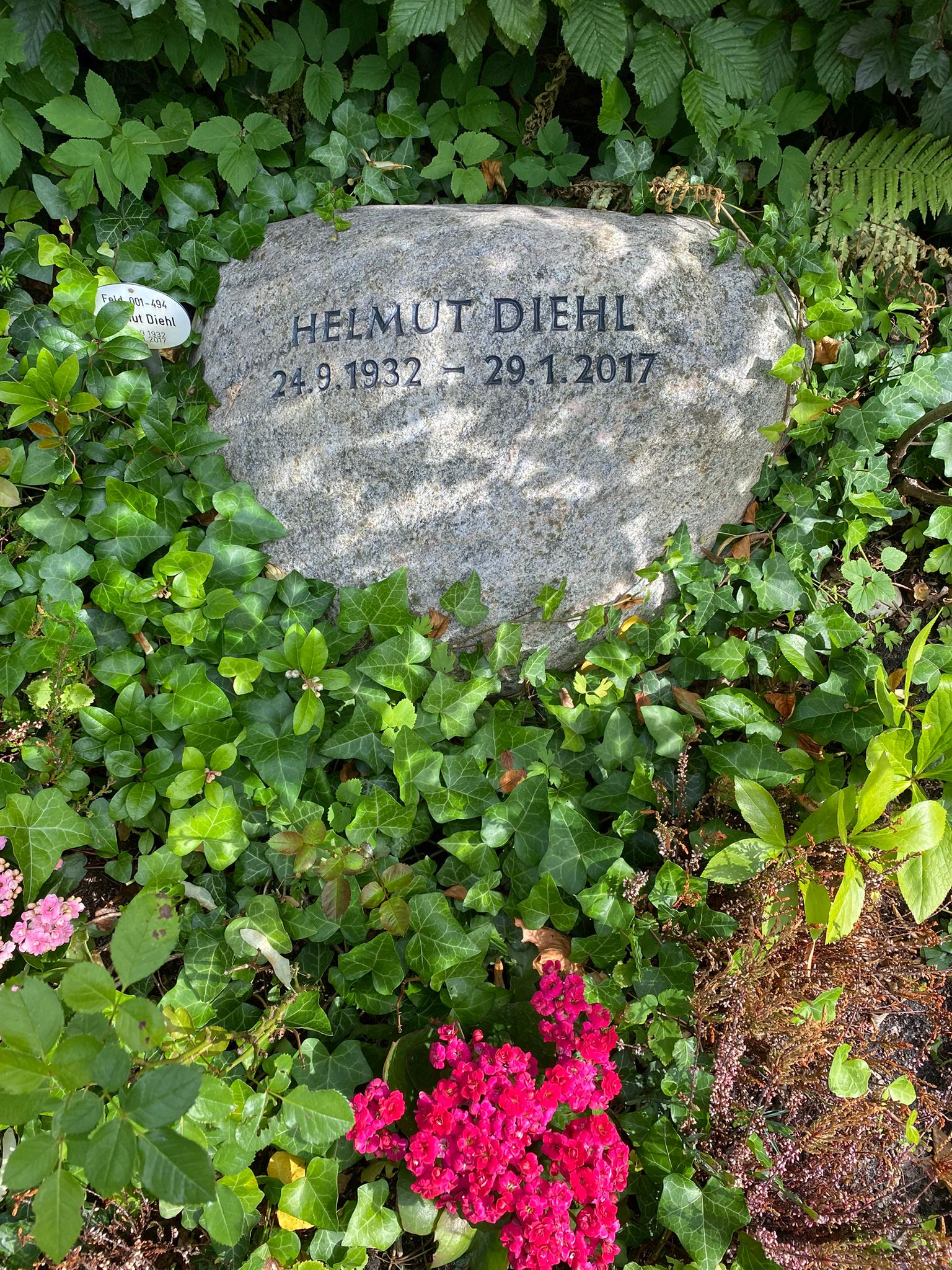
Grabstätte auf dem Friedhof Zehlendorf

Als Maler und Grafiker gehörte Diehl zu den bedeutenden Künstlern seiner Generation in der DDR. Die Bilder, die er in freier Arbeit schuf, standen „ganz im Sinne einer sachlichen Formbetontheit.“
Diehl hatte 1962 seine erste Einzelausstellung im Kunstkabinett des Instituts für Lehrerweiterbildung Berlin-Weißensee und dann eine bedeutende Zahl weiterer Einzelausstellungen und Ausstellungsbeteiligungen. Studienreisen führten ihn 1958 nach Polen, 1960 in die CSSR, 1963 in die UdSSR und 1965 nach Bulgarien.
Im Laufe der Jahre entfremdete Diehl sich zunehmend von der Ideologie der DDR. Er gehörte zum engeren Kreis um Robert Havemann und entwickelte dort die Idee, mit einem Appell an Leonid Breschnew zur Beendigung der politischen Spaltung Europas beizutragen.
Auch weil er sich in seinem künstlerischen Schaffen reglementiert und bevormundet sah, verließ Diehl 1980 mit seiner Frau, der Bildhauerin und Keramikerin Gunna Diehl (* 1948), die DDR und ließ sich mit ihr in Westberlin nieder. Über sein weiteres Leben und künstlerisches Schaffen wurden kaum Informationen gefunden. Er arbeitete in Westberlin wieder als freischaffender Künstler und wurde Mitglied des Vereins Berliner Künstler. Gemeinsam mit weiteren acht Mitgliedern des Vereins arbeitete er 1982 an drei Tagen im Ateliergarten von Dedo Gadebusch (* 1936) in der Dürerstraße 50. Das Ergebnis ihrer Arbeit nannten sie PIEP-Art.
Diehls Grabstätte befindet sich auf dem Städtischen Friedhof Berlin-Zehlendorf (Feld 001-494).

## In der DDR geschaffene Werke (Auswahl)

### Tafelbilder
- Am Abend (1961, Öl, 60 × 90 cm)
- Zeitungsleser (1966/1967, Öl auf Leinwand; auf der VI. Deutschen Kunstausstellung)[7]
- Junge Frau (1966, Öl auf Leinwand; auf der VI. Deutschen Kunstausstellung)[8]
- Bildnis Gunnath (1970, Tempera; auf der VII. Kunstausstellung der DDR)[9]
- Marx und Engels (1976, Tempera, 100 × 115 cm; auf der VIII. Kunstausstellung der DDR)

### Druckgrafik
- Luftschutzkeller (1958, Lithografie, 53,4 × 38,3 cm)[10]
- Die Hocke (1962, Lithografie; auf der VI. Deutschen Kunstausstellung)[11]
- Der Maurer (1962, Lithografie; auf der Fünften Deutschen Kunstausstellung)[12]
- Junges Mädchen (1963, Radierung)[13]
- Operation (1963, Lithografie)[14]
- Mutter und Kind (1965, Radierung)[15]

## Ausstellungen (unvollständig)

### Einzelausstellungen in der Zeit der DDR
- 1958: Berlin, Kleine Galerie im Haus des Kulturbunds „Erich Weinert“
- 1962: Berlin-Weißensee, Kunstkabinett
- 1964: Helsinki (mit Max Uhlig und Armin Münch)
- 1969: Stockholm (mit Theo Balden und Konrad Knebel)
- 1973: Tirnowo und Plowdiw

### Teilnahme an zentralen und wichtigen regionalen Ausstellungen in der DDR
- 1961: Berlin, Deutsche Akademie der Künste (Jahresausstellung 1961. „Junge Künstler. Malerei.“)
- 1962 bis 1978: Dresden, Fünfte Deutsche Kunstausstellung bis VIII. Kunstausstellung der DDR
- 1965 und 1967: Berlin („intergrafik“)
- 1967: Berlin, Akademie der Künste („Meisterschüler der DAK stellen aus“)
- 1968: Halle/Saale, Staatliche Galerie Moritzburg („Sieger der Geschichte. Die Arbeiterpersönlichkeit in der bildenden Kunst der Deutschen Demokratischen Republik“)
- 1969: Berlin, Club der Kulturschaffenden Johannes R. Becher („20 Jahre Grafik in der DDR“)
- 1970: Berlin, Altes Museum („Im Geiste Lenins“)
- 1970: Berlin, Altes Museum („Auferstanden aus Ruinen. Druckgraphik und Zeichnungen 1945 - 1970“)
- 1971: Berlin, Altes Museum („Das Antlitz der Arbeiterklasse in der bildenden Kunst der DDR“)
- 1971: Leipzig („Realistische Grafik“)
- 1974: Berlin, Kupferstichkabinett („Zeichnungen in der Kunst der DDR“)
- 1974: Berlin, Altes Museum („25 Jahre Graphik in der DDR. 1949-1974“)
- 1975: Paris („DDR-Kunst heute“)
- 1975: Schwerin, Staatliches Museum („Farbige Grafik in der DDR“)
- 1975 und 1979: Berlin, Bezirkskunstausstellung
- 1979: Berlin, Altes Museum („Jugend in der Kunst“)
- 1980: Berlin, Akademie der Künste der DDR („30 Jahre Kunstsammlung der Akademie der Künste der DDR. Ausgewählte Werke“)

### Ausstellungen seit der deutschen Wiedervereinigung
- 1990 bzw. 1991: Dresden, Albertinum; Hamburg, Kleine Teichtorhalle („Ausgebürgert. Künstler aus der DDR 1949 – 1989“)